# Saido Indjai
Saido Indjai, meglio noto come Banjai (Bissau, 19 luglio 1981), è un ex calciatore guineense, di ruolo difensore.

## Palmarès

### Club

#### Competizioni nazionali
- Segunda Divisão: 1

Covilhã: 2004-2005